# Ulrich Spiesshofer

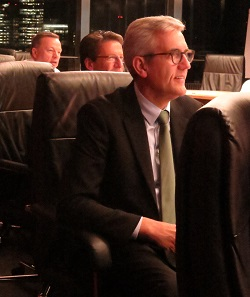
Ulrich Spiesshofer (2014)

Ulrich Spiesshofer (* 26. März 1964 in Aalen) ist ein deutsch-schweizerischer Manager. Er war zwischen September 2013 und April 2019 Chief Executive Officer (CEO) der ABB-Gruppe.

## Leben und Wirken

### Ausbildung
Spiesshofer wuchs in Aalen auf und besuchte das dortige Theodor-Heuss-Gymnasium. Er studierte an der Universität Stuttgart, an der er 1989 als Diplom-Kaufmann (technisch orientiert) abschloss und 1991 zum Dr. rer. oec. promovierte. Nach seiner Promotion begleitete er von 1991 bis 2002 verschiedene Positionen beim Beratungsunternehmen AT Kearney, dessen Schweizer Ableger er zwei Jahre von 2001 bis 2002 als Managing Director vorstand. Danach war er von 2002 bis 2005 bei Roland Berger von der Schweiz aus als Senior Partner und Global Head Operations tätig.

### Karriere
2005 erfolgte sein Wechsel zur ABB als Konzernleitungsmitglied für globale Unternehmensentwicklung, Supply Chain Management und Services. In dieser Position begleitete Spiesshofer viele der von seinem CEO-Vorgänger Joe Hogan initiierten Firmenübernahmen. Von 2010 bis 2013 stand der dem Geschäftsbereich Discrete Automation and Motion vor, den er im Umsatz verdoppelte und in der Profitabilität nachhaltig verbesserte. Wesentlicher Hebel waren hierbei die Komplett-Transformation des Robotikgeschäftes, die Akquisition des amerikanischen Marktführers für Elektromotoren Baldor sowie der von Spiesshofer initiierte Einstieg in das Geschäft mit Schnellladestationen für Elektrofahrzeuge. Er wurde am 15. September 2013 zum Vorstandsvorsitzenden. In seiner Zeit als CEO fokussierte er das Unternehmen auf die Digital Industry, restrukturierte die Stromnetzdivision, die er anschliessend in einer 11-Milliarden-Transaktion an Hitachi veräusserte. Zum 1. April löste er die historisch gewachsene, komplexe Matrixorganisation auf und stärkte damit die unternehmerische Führung und Verantwortung der dezentralen Geschäftseinheiten. Am 17. April 2019 trat er nach sechs Jahren von dieser Position zurück und ist damit der am zweitlängsten amtierende ABB-CEO nach Percy Barnevik.

#### ABB
Der Investor Cevian Capital forderte die Veräusserung der wenig rentablen Stromnetzsparte, wogegen Spiesshofer vehement eintrat. Am Investorentag am 4. Oktober 2016 folgte die Mehrheit der Aktionäre dem Vorschlag Spiesshofers zum Verbleib und Sanierung der Sparte. Nach erfolgreicher Sanierung wurde im Dezember 2018 der Verkauf der Stromnetzsparte an Hitachi bekanntgegeben.
Der einstige Unternehmensberater Spiesshofer hat das grösste Schweizer Industrieunternehmen zu einem Zukunftsunternehmen der digitalen Industrie umgebaut.
Spiesshofers Salär betrug als ABB-CEO:
- 2014: 7.58 Mio. CHF[10]
- 2015: 9.10 Mio. CHF[11]
- 2016: 9.26 Mio. CHF[12]
- 2017: 9.31 Mio. CHF[13]
- 2018: 8.54 Mio. CHF[13]

#### Investoren-Tätigkeit
2020 wurde bekannt, dass Spiesshofer als Senior Advisor beim Finanzinvestor Blackstone einsteigt, wo er bis heute tätig ist und in mehreren Portfoliounternehmen in der Governance sowie als Investor aktiv ist.
Seit 2020 ist Spiesshofer Mitglied des Aufsichtsrates der Infineon AG, München und seit 2021 Member of the Board von Schlumberger LTD, Paris/Houston. 
Ebenfalls ist er Gründer und Geschäftsleiter der Firma ThirdPhase AG, welche sich auf diverse globale Investitionen fokussiert.

### Nationalität
Als geborener Deutscher bewarb sich Spiesshofer um das Schweizer Bürgerrecht. Diesem Wunsch wurde 2016 von seiner Wohnsitzgemeinde entsprochen, und der Schweizer Bundespräsident Johann Schneider-Ammann überreichte ihm im Rahmen einer Feier zum 125-jährigen Bestehen der ABB Schweiz den Schweizer Pass, was Spiesshofer fortan zum Doppelbürger machte.

### Privates
Spiesshofer ist Vater von zwei Söhnen. Er lebt heute in Zug.